# Graminea rubra
Graminea rubra là một loài bọ cánh cứng trong họ Cerambycidae.